# Flannels (warenhuis)
Flannels is een Britse warenhuisketen. Het bedrijf heeft anno 2023 45 filialen in het Verenigd Koninkrijk. Het bedrijf werd in 1976 opgericht door Neil Prosser. Tot de volledige overname door de Frasers Group (voorheen Sports Direct International)  in 2017 bleef hij CEO.

## Geschiedenis
In 1976 opende Neil Prosser een herenkledingwinkel in Knutsford in het graafschap Cheshire. Zijn vriendschap met winkelier Jim Gibson leidde in 1995 tot een joint venture met winkels voor dames- en herenkleding onder de naam Cruise Flannels. In eerste instantie in Nottingham en daarna volgden vestigingen in Birmingham en Newcastle in 1996.
In februari 2000 gingen Prosser en Gibson hun eigen weg. Op dat moment was de keten uitgegroeid tot 17 filialen in het hele land. De Cruise Flannels0winkels in Birmingham en Nottingham werden omgedoopt tot Flannels.
In 2012 kocht de Frasers Group een meerderheidsbelang van 51% in Flannels en in 2017 verwierf zij de hele onderneming. De winkels bieden naast dames-, heren- en kinderkleding ook accessoires, cosmetica, cadeau-artikelen, meubelen en woonaccessoires in het luxe segment. 